# Vetenskapsåret 1775

## Händelser

### Kemi
- 25 maj - Joseph Priestleys isolering av syre i form av gas ("deflogistoniserad luft") läses upp för Royal Society i London.[1]

### Teknik
- Okänt datum - James Watts ångmaskinspatent från 1769 utökas till juni 1800 genom en parlamentsakt i Storbritannien och den första Wattångmaskinen byggs under denna period.[2][3]

## Pristagare
- Copleymedaljen: Nevil Maskelyne, brittisk astronom

## Födda
- 20 januari - André-Marie Ampère, fransk fysiker.
- 10 maj - William Phillips, brittisk mineralog och geolog
- 23 juli - Étienne-Louis Malus, fransk officer, fysiker and matematiker
- 30 september - Robert Adrain, lrisk-amerikansk matematiker
- 19 november - Johann Karl Wilhelm Illiger, tysk entomolog och zoolog
- 12 december - William Henry, brittisk kemist

## Avlidna
- 3 mars - Richard Dunthorne, brittisk astronom

### Fotnoter
1. ↑  Priestley, Joseph (6 mars 1775). ”An Account of Further Discoveries in Air”. Philosophical Transactions of the Royal Society "65":  ss. 384–94. http://www.jstor.org/pss/106209.
2. ↑  Scherer, F. M. (6 mars 1965). ”Invention and Innovation in the Watt-Boulton Steam-Engine Venture”. Technology and Culture "6":  ss. 165–87. http://www.jstor.org/stable/3101072. Läst 25 februari 2011.
3. ↑  ”The Invention of the Steam Engine: The Life of James Watt. Part 4: The Steam Engine Gains Popularity”. About.com Inventors. Arkiverad från originalet den 25 maj 2012. https://archive.is/hsNx. Läst 25 februari 2011.